# Dave McPherson
David "Dave" McPherson (født 28. januar 1964 i Paisley, Skotland) er en tidligere skotsk fodboldspiller (forsvarerer) og manager.
McPherson tilbragte størstedelen af sin karriere i hjemlandet, hvor han primært repræsenterede Rangers fra Glasgow og Hearts fra Edinburgh. I løbet af sine to perioder som Rangers-spiller var han med til at vinde fire skotske mesterskaber.
McPherson spillede desuden 27 kampe for det skotske landshold. Hans første landskamp var et opgør mod Cypern 26. april 1989, hans sidste en kamp mod Portugal 28. april 1993. Han var en del af den skotske trup til VM i 1990 i Italien og EM i 1992 i Sverige.

## Titler
Skotsk mesterskab
- 1987, 1993, 1994 og 1995 med Rangers

Skotsk FA Cup
- 1993 med Rangers
- 1998 med Hearts

Skotsk Liga Cup
- 1993 med Rangers